# خواکین اولیوا
خواکین اولیوا (انگلیسی: Joaquín Oliva; ۱۱ نوامبر ۱۹۲۶ – ۴ فوریهٔ ۱۹۹۳) بازیکن فوتبال اهل اسپانیا بود.
از باشگاه‌هایی که در آن بازی کرده‌است می‌توان به باشگاه فوتبال اسپانیول و باشگاه فوتبال رئال مادرید اشاره کرد.